# Помі (Во)
Помі (фр. Pomy) — громада  в Швейцарії в кантоні Во, округ Юра-Нор-Водуа.

## Географія
Громада розташована на відстані близько 65 км на захід від Берна, 26 км на північ від Лозанни.
Помі має площу 5,6 км², з яких на 6,1% дозволяється будівництво (житлове та будівництво доріг), 77,7% використовуються в сільськогосподарських цілях, 16,3% зайнято лісами, 0% не є продуктивними (річки, льодовики або гори).

## Демографія
2019 року в громаді мешкало 793 особи (+18% порівняно з 2010 роком), іноземців було 9,6%. Густота населення становила 141 осіб/км².
За віковим діапазоном населення розподілялося таким чином: 28% — особи молодші 20 років, 59,6% — особи у віці 20—64 років, 12,4% — особи у віці 65 років та старші. Було 293 помешкань (у середньому 2,7 особи в помешканні).
Із загальної кількості 214 працюючих 52 було зайнятих в первинному секторі, 54 — в обробній промисловості, 108 — в галузі послуг.